# Eulepidotis pulchella
Eulepidotis pulchella là một loài bướm đêm trong họ Erebidae.